# 83. Kongress der Vereinigten Staaten
Der 83. Kongress der Vereinigten Staaten, bestehend aus dem Repräsentantenhaus und dem Senat, war die Legislative der Vereinigten Staaten. Seine Legislaturperiode dauerte vom 3. Januar 1953 bis zum 3. Januar 1955. Alle Abgeordneten des Repräsentantenhauses sowie ein Drittel der Senatoren (Klasse I) waren im November 1952 bzw. im September im Bundesstaat Maine bei den Kongresswahlen gewählt worden. Dabei ergab sich in beiden Kammern eine Mehrheit für die Republikanische Partei, die mit Dwight D. Eisenhower auch den Präsidenten stellten. Der Demokratischen Partei blieb nur die Rolle in der Opposition. Im Verlauf der Legislaturperiode kam es durch Rücktritte und Todesfälle zu kleineren personellen Änderungen, die aber die Mehrheitsverhältnisse nicht veränderten. Der Kongress tagte in der amerikanischen Bundeshauptstadt Washington, D.C. Die Vereinigten Staaten bestanden damals aus 48 Bundesstaaten. Die Sitzverteilung im Repräsentantenhaus basierte auf der Volkszählung von 1950.

## Wichtige Ereignisse
Siehe auch 1953 und 1954
- 3. Januar 1953: Beginn der Legislaturperiode des 83. Kongresses
- 20. Januar 1953: Präsident Eisenhower wird als Nachfolger von Harry S. Truman in sein neues Amt eingeführt.
- 5. März 1953: Josef Stalin stirbt.
- 6. März 1953: Bundeskanzler Konrad Adenauer besucht die Vereinigten Staaten.
- 19. Juni 1953: Die US-Staatsbürger Ethel und Julius Rosenberg werden wegen Atomspionage in den USA hingerichtet.
- 27. Juli 1953: Ende des Koreakriegs.
- 1. März 1954: Die USA zünden im Pazifik die bisher stärkste Wasserstoffbombe mit 600-facher Stärke der Hiroshimabombe.
- 17. Mai 1954: Der Supreme Court der Vereinigten Staaten von Amerika verbietet die Rassentrennung an öffentlichen Schulen.
- 24. August 1954: Präsident Dwight D. Eisenhower unterschreibt den Communist Control Act of 1954, ein Gesetz, das die Mitgliedschaft in und die Unterstützung der Kommunistischen Partei der USA kriminalisiert.
- 2. Dezember 1954: Senator Joseph McCarthy wird vom US-Senat wegen ungebührlichen Verhaltens gerügt. Er muss den Vorsitz im Government Operations Committee abgeben. Das bedeutet das Ende seiner politischen Machtstellung. Siehe auch McCarthy-Ära.

## Die wichtigsten Gesetze
In den Sitzungsperioden des 83. Kongresses wurden unter anderem folgende Bundesgesetze verabschiedet (siehe auch: Gesetzgebungsverfahren):
- 3. Juli 1953: Small Business Administration|Small Business Act
- 7. August 1953: Refugee Relief Act
- 7. August 1953: Submerged Lands Act
- 14. August 1953: Public Law 280
- 13. Mai 1954: Saint Lawrence Seaway
- 12. August 1954: Federal National Mortgage Association Charter Act
- 13. August 1954: Multiple Mineral Development Act of 1954
- 16. August 1954: Internal Revenue Code of 1954
- Federal Unemployment Tax Act
- National Firearms Act
- 24. August 1954: Communist Control Act of 1954
- 30. August 1954: Atomic Energy Act of 1954
- 1954: Agricultural Act of 1954
- 1954: Water Facilities Act of 1954

## Zusammensetzung nach Parteien

### Senat
- Demokratische Partei: 47
- Republikanische Partei: 48 (Mehrheit)
- Sonstige: 1

Gesamt: 96

### Repräsentantenhaus
- Demokratische Partei: 213
- Republikanische Partei: 221 (Mehrheit)
- Sonstige: 1

Gesamt: 435
Außerdem gab es noch drei nicht stimmberechtigte Kongressdelegierte.

## Amtsträger

### Senat
- Präsident des Senats: Alben W. Barkley (D) bis zum 20. Januar 1953. Dann Richard Nixon (R).
- Präsident pro tempore: Styles Bridges (R)

#### Führung der Mehrheitspartei
- Mehrheitsführer: Robert A. Taft (R) bis zum 31. Juli 1953, dann William F. Knowland (R).
- Mehrheitswhip: Leverett Saltonstall (R)

#### Führung der Minderheitspartei
- Minderheitsführer: Lyndon B. Johnson (D)
- Minderheitswhip: Earle C. Clements (D)

### Repräsentantenhaus
- Sprecher des Repräsentantenhauses: Joseph William Martin (R)

#### Führung der Mehrheitspartei
- Mehrheitsführer: Charles A. Halleck (R)
- Mehrheitswhip: Leslie C. Arends (R)

#### Führung der Minderheitspartei
- Minderheitsführer: Sam Rayburn (D)
- Minderheitswhip: John W. McCormack (D)

## Senatsmitglieder
Im 83. Kongress vertraten folgende Senatoren ihre jeweiligen Bundesstaaten:
| Alabama - 2. John Sparkman (D) - 3. J. Lister Hill (D) Arizona - 1. Barry Goldwater (R) - 3. Carl Hayden (D) Arkansas - 2. John Little McClellan (D) - 3. J. William Fulbright (D) Kalifornien - 1. William F. Knowland (R) - 3. Thomas Kuchel (R) Colorado - 2. Edwin C. Johnson (D) - 3. Eugene Millikin (R) Connecticut - 1. William A. Purtell (R) - 3. Prescott Bush (R) Delaware - 1. John J. Williams (R) - 2. J. Allen Frear (D) Florida - 1. Spessard Holland (D) - 3. George Smathers (D) Georgia - 2. Richard B. Russell (D) - 3. Walter F. George (D) Idaho - 2. Henry Dworshak (R) - 3. Herman Welker (R) Illinois - 2. Paul Howard Douglas (D) - 3. Everett Dirksen (R) Indiana - 1. William E. Jenner (R) - 3. Homer E. Capehart (R) Iowa - 2. Guy Gillette (D) - 3. Bourke B. Hickenlooper (R) Kansas - 2. Andrew Schoeppel (R) - 3. Frank Carlson (R) Kentucky - 2. John Sherman Cooper (R) - 3. Earle C. Clements (D) Louisiana - 2. Allen J. Ellender (D) - 3. Russell B. Long (D) Maine - 1. Frederick G. Payne (R) - 2. Margaret Chase Smith (R) Maryland - 1. James Glenn Beall (R) - 3. John Marshall Butler (R) Massachusetts - 1. John F. Kennedy (D) - 2. Leverett Saltonstall (R) Michigan - 1. Charles E. Potter (R) - 2. Homer S. Ferguson (R) Minnesota - 1. Edward John Thye (R) - 2. Hubert H. Humphrey (D) bzw. (Democratic Farmer Labor Party) Mississippi - 1. John C. Stennis (D) - 2. James Eastland (D) Missouri - 1. Stuart Symington (D) - 3. Thomas C. Hennings (D) Montana - 1. Mike Mansfield (D) - 2. James Edward Murray (D) Nebraska - 1. Hugh A. Butler (R) bis zum 1. Juli 1954 - Samuel W. Reynolds (R) vom 3. Juli bis zum 7. November 1954 - Roman Hruska (R) ab dem 8. November 1954 - 2. Dwight Griswold (R) bis zum 12. April 1954 - Eva Kelly Bowring (R) vom 16. April bis zum 7. November 1954 - Hazel Hempel Abel (R) vom 8. November bis zum 31. Dezember 1954 - Carl Curtis (R) ab dem 1. Januar 1955 | Nevada - 1. George W. Malone (R) - 3. Pat McCarran (D) bis zum 28. September 1954 - Ernest S. Brown (R) vom 1. Oktober bis zum 1. Dezember 1954 - Alan Bible (D) ab dem 2. Dezember 1954 New Hampshire - 2. Styles Bridges (R) - 3. Charles W. Tobey (R) bis zum 24. Juli 1954 - Robert W. Upton (R) vom 14. August 1953 bis zum 7. November 1954 - Norris Cotton (R) ab dem 8. November 1954 New Jersey - 1. Howard Alexander Smith (R) - 2. Robert C. Hendrickson (R) New Mexico - 1. Dennis Chavez (D) - 2. Clinton Presba Anderson (D) New York - 1. Irving Ives (R) - 3. Herbert H. Lehman (D) North Carolina - 2. Willis Smith (D) bis zum 26. Juni 1953 - Alton Asa Lennon (D) vom 10. Juli 1953 bis zum 28. November 1954 - W. Kerr Scott (D) ab dem 29. November 1954 - 3. Clyde R. Hoey (D) bis zum 12. Mai 1954 - Sam Ervin (D) ab dem 5. Juni 1954 North Dakota - 1. William Langer (R) - 3. Milton Young (R) Ohio - 1. John W. Bricker (R) - 3. Robert A. Taft (R) bis zum 31. Juli 1953 - Thomas A. Burke (D) vom 10. November 1953 bis zum 2. Dezember 1954 - George H. Bender (R) ab dem 16. Dezember 1954 Oklahoma - 2. Robert S. Kerr (D) - 3. A. S. Mike Monroney (D) Oregon - 2. Guy Cordon (R) - 3. Wayne Morse (Unabhängiger) Pennsylvania - 1. Edward Martin (R) - 3. James H. Duff (R) Rhode Island - 1. John O. Pastore (D) - 2. Theodore F. Green (D) South Carolina - 2. Burnet R. Maybank (D) bis zum 1. September 1954 - Charles E. Daniel (D) vom 6. September bis zum 23. Dezember 1954 - Strom Thurmond (D) ab dem 24. Dezember 1954 - 3. Olin D. Johnston (D) South Dakota - 2. Karl Earl Mundt (R) - 3. Francis H. Case (R) Tennessee - 1. Albert Gore Sr. (D) - 2. Estes Kefauver (D) Texas - 1. Price Daniel (D) - 2. Lyndon B. Johnson (D) Utah - 1. Arthur Vivian Watkins (R) - 3. Wallace F. Bennett (R) Vermont - 1. Ralph Flanders (R) - 3. George Aiken (R) Virginia - 1. Harry F. Byrd Sr. (D) - 2. Absalom Willis Robertson (D) Washington - 1. Henry M. Jackson (D) - 3. Warren G. Magnuson (D) West Virginia - 1. Harley M. Kilgore (D) - 2. Matthew M. Neely (D) Wisconsin - 1. Joseph McCarthy (R) - 3. Alexander Wiley (R) Wyoming - 1. Frank A. Barrett (R) - 2. Lester C. Hunt (D) bis zum 19. Juni 1954 - Edward D. Crippa (R) vom 24. Jun bis zum 28. November 1954 - Joseph C. O’Mahoney (D) ab dem 29. November 1954 |

## Mitglieder des Repräsentantenhauses
Folgende Kongressabgeordnete vertraten im 83. Kongress die Interessen ihrer jeweiligen Bundesstaaten:
| Alabama 9 Wahlbezirke - 1. Frank W. Boykin (D) - 2. George M. Grant (D) - 3. George W. Andrews (D) - 4. Kenneth A. Roberts (D) - 5. Albert Rains (D) - 6. Armistead I. Selden Jr. (D) - 7. Carl Elliott (D) - 8. Robert Jones Jr. (D) - 9. Laurie C. Battle (D) Arizona 2 Wahlbezirke - 1. John Jacob Rhodes (R) - 2. Harold Patten (D) Arkansas 6 Wahlbezirke. - 1. Ezekiel Candler Gathings (D) - 2. Wilbur Daigh Mills (D) - 3. James William Trimble (D) - 4. Oren Harris (D) - 5. Lawrence Brooks Hays (D) - 6. William Frank Norrell (D) Kalifornien 30 Wahlbezirke. - 1. Hubert B. Scudder (R) - 2. Clair Engle (D) - 3. John E. Moss (D) - 4. William S. Mailliard (R) - 5. John Shelley (D) - 6. Robert Condon (D) - 7. John Joseph Allen (R) - 8. George Paul Miller (D) - 9. J. Arthur Younger (R) - 10. Charles S. Gubser (R) - 11. J. Leroy Johnson (R) - 12. Allan O. Hunter (R) - 13. Ernest K. Bramblett (R) - 14. Harlan Hagen (D) - 15. Gordon L. McDonough (R) - 16. Donald L. Jackson (R) - 17. Cecil R. King (D) - 18. Craig Hosmer (R) - 19. Chester E. Holifield (D) - 20. John Carl Hinshaw (R) - 21. Edgar W. Hiestand (R) - 22. Joseph F. Holt (R) - 23. Clyde Doyle (D) - 24. Norris Poulson (R) bis zum 11. Juni 1953 - Glenard P. Lipscomb (R) ab dem 10. November 1953 - 25. Patrick J. Hillings (R) - 26. Sam Yorty (D) - 27. Harry R. Sheppard (D) - 28. James B. Utt (R) - 29. John Phillips (R) - 30. Bob Wilson (R) Colorado 4 Wahlbezirke - 1. Byron G. Rogers (D) - 2. William S. Hill (R) - 3. John Chenoweth (R) - 4. Wayne N. Aspinall (D) Connecticut 5 Wahlbezirke. Außerdem wurde ein Abgeordneter staatsweit gewählt - 1. Thomas J. Dodd (D) - 2. Horace Seely-Brown (R) - 3. Albert W. Cretella (R) - 4. Albert P. Morano (R) - 5. James T. Patterson (R) - 6. Antoni Sadlak (R) staatsweit gewählt Delaware Staatsweite Wahl - Herbert B. Warburton (R) Florida 8 Wahlbezirke - 1. Courtney W. Campbell (D) - 2. Charles Edward Bennett (D) - 3. Robert Sikes (D) - 4. William C. Lantaff (D) - 5. Albert Sydney Herlong Jr. (D) - 6. Dwight L. Rogers (D) bis zum 1. Dezember 1954 - 7. James A. Haley (D) - 8. Donald Ray Matthews (D) Georgia 10 Wahlbezirke - 1. Prince H. Preston Jr. (D) - 2. John Leonard Pilcher (D) ab dem 4. Februar 1953 - 3. Elijah Lewis Forrester (D) - 4. Albert Sidney Camp (D) bis zum 24. Juli 1954 - John James Flynt Jr. (D) ab dem 2. November 1954 - 5. James Curran Davis (D) - 6. Carl Vinson (D) - 7. Henderson Lovelace Lanham (D) - 8. William M. Wheeler (D) - 9. Phillip M. Landrum (D) - 10. Paul Brown (D) Idaho 2 Wahlbezirke - 1. Gracie Pfost (D) - 2. Hamer H. Budge (R) Illinois 25 Wahlbezirke - 1. William L. Dawson (D) - 2. Barratt O’Hara (D) - 3. Fred E. Busbey (R) - 4. William E. McVey (R) - 5. John C. Kluczynski (D) - 6. Thomas J. O’Brien (D) - 7. James Bowler (D) ab dem 7. Juli 1953 - 8. Thomas S. Gordon (D) - 9. Sidney R. Yates (D) - 10. Richard W. Hoffman (R) - 11. Timothy P. Sheehan (R) - 12. Edgar A. Jonas (R) - 13. Marguerite S. Church (R) - 14. Chauncey W. Reed (R) - 15. Noah M. Mason (R) - 16. Leo E. Allen (R) - 17. Leslie C. Arends (R) - 18. Harold Himmel Velde (R) - 19. Robert B. Chiperfield (R) - 20. Sid Simpson (R) - 21. Peter F. Mack (D) - 22. William L. Springer (R) - 23. Charles W. Vursell (R) - 24. Charles Melvin Price (D) - 25. C. W. Bishop (R) Indiana 11 Wahlbezirke - 1. Ray J. Madden (D) - 2. Charles A. Halleck (R) - 3. Shepard J. Crumpacker (R) - 4. E. Ross Adair (R) - 5. John V. Beamer (R) - 6. Cecil M. Harden (R) - 7. William G. Bray (R) - 8. D. Bailey Merrill (R) - 9. Earl Wilson (R) - 10. Ralph Harvey (R) - 11. Charles B. Brownson (R) Iowa 8 Wahlbezirke - 1. Thomas E. Martin (R) - 2. Henry O. Talle (R) - 3. H. R. Gross (R) - 4. Karl M. Le Compte (R) - 5. Paul Cunningham (R) - 6. James I. Dolliver (R) - 7. Ben F. Jensen (R) - 8. Charles B. Hoeven (R) Kansas 6 Wahlbezirke. - 1. Howard Shultz Miller (D) - 2. Errett P. Scrivner (R) - 3. Myron V. George (R) - 4. Edward Herbert Rees (R) - 5. Clifford R. Hope (R) - 6. Wint Smith (R) Kentucky 8 Wahlbezirke - 1. Noble Jones Gregory (D) - 2. Garrett L. Withers (D) bis zum 30. April 1953 - William Huston Natcher (D) ab dem 1. August 1954 - 3. John M. Robsion Jr. (R) - 4. Frank Chelf (D) - 5. Brent Spence (D) - 6. John C. Watts (D) - 7. Carl D. Perkins (D) - 8. James S. Golden (R) Louisiana 8 Wahlbezirke - 1. Felix Edward Hébert (D) - 2. Hale Boggs (D) - 3. Edwin E. Willis (D) - 4. Overton Brooks (D) - 5. Otto E. Passman (D) - 6. James H. Morrison (D) - 7. T. Ashton Thompson (D) - 8. George S. Long (D) Maine 3 Wahlbezirke - 1. Robert Hale (R) - 2. Charles P. Nelson (R) - 3. Clifford McIntire (R) Maryland 7 Wahlbezirke. - 1. Edward Tylor Miller (R) - 2. James Devereux (R) - 3. Edward Garmatz (D) - 4. George Hyde Fallon (D) - 5. Frank Small (R) - 6. DeWitt Hyde (R) - 7. Samuel Nathaniel Friedel (D) Massachusetts 14 Wahlbezirke - 1. John W. Heselton (R) - 2. Edward Boland (D) - 3. Philip J. Philbin (D) - 4. Harold Donohue (D) - 5. Edith Nourse Rogers (R) - 6. William H. Bates (R) - 7. Thomas J. Lane (D) - 8. Angier Goodwin (R) - 9. Donald W. Nicholson (R) - 10. Laurence Curtis (R) - 11. Tip O’Neill (D) - 12. John W. McCormack (D) - 13. Richard B. Wigglesworth (R) - 14. Joseph William Martin (R) Michigan 18 Wahlbezirke - 1. Thaddeus M. Machrowicz (D) - 2. George Meader (R) - 3. Paul W. Shafer (R) bis zum 17. August 1954 - 4. Clare Hoffman (R) - 5. Gerald Ford (R) - 6. Kit Clardy (R) - 7. Jesse P. Wolcott (R) - 8. Alvin Morell Bentley (R) - 9. Ruth Thompson (R) - 10. Elford Albin Cederberg (R) - 11. Victor A. Knox (R) - 12. John B. Bennett (R) - 13. George D. O’Brien (D) - 14. Louis C. Rabaut (D) - 15. John Dingell Sr. (D) - 16. John Lesinski Jr. (D) - 17. Charles G. Oakman (R) - 18. George Anthony Dondero (R) Minnesota 9 Wahlbezirke - 1. August H. Andresen (R) - 2. Joseph Patrick O’Hara (R) - 3. Roy Wier (DFL= Democratic Farmer Labor Party) - 4. Eugene McCarthy (DFL) - 5. Walter Henry Judd (R) - 6. Fred Marshall (DFL) - 7. Herman Carl Andersen (R) - 8. John Blatnik (DFL) - 9. Harold Hagen (R) Mississippi 6 Wahlbezirke - 1. Thomas Abernethy (D) - 2. Jamie L. Whitten (D) - 3. Frank E. Smith (D) - 4. John Bell Williams (D) - 5. W. Arthur Winstead (D) - 6. William M. Colmer (D) Missouri 11 Wahlbezirke - 1. Frank M. Karsten (D) - 2. Thomas B. Curtis (R) - 3. Leonor Sullivan (D) - 4. Jeffrey Paul Hillelson (R) - 5. Richard Walker Bolling (D) - 6. William Clay Cole (R) - 7. Dewey Jackson Short (R) - 8. A. S. J. Carnahan (D) - 9. Clarence Cannon (D) - 10. Paul C. Jones (D) - 11. Morgan M. Moulder (D) Montana 2 Wahlbezirke - 1. Lee Metcalf (D) - 2. Wesley A. D’Ewart (R) Nebraska 4 Wahlbezirke - 1. Carl Curtis (R) bis zum 31. Dezember 1954 - 2. Roman Hruska (R) bis zum 8. November 1954 - 3. Robert Dinsmore Harrison (R) - 4. Arthur L. Miller (R) | Nevada Staatsweite Wahl - Clarence Clifton Young (R) New Hampshire 2 Wahlbezirke - 1. Chester Earl Merrow (R) - 2. Norris Cotton (R) bis zum 7. November 1954 New Jersey 14 Wahlbezirke - 1. Charles A. Wolverton (R) - 2. T. Millet Hand (R) - 3. James C. Auchincloss (R) - 4. Charles R. Howell (D) - 5. Peter Frelinghuysen (R) - 6. Clifford P. Case (R) bis zum 16. August 1953 - Harrison A. Williams (D) ab dem 3. November 1953 - 7. William B. Widnall (R) - 8. Gordon Canfield (R) - 9. Frank C. Osmers (R) - 10. Peter Wallace Rodino (D) - 11. Hugh Joseph Addonizio (D) - 12. Robert Kean (R) - 13. Alfred D. Sieminski (D) - 14. Edward J. Hart (D) New Mexico Staatsweite Wahl für zwei Abgeordnete - John Joseph Dempsey (D) - Antonio M. Fernández (D) New York 43 Wahlbezirke - 1. Stuyvesant Wainwright (R) - 2. Steven Derounian (R) - 3. Frank J. Becker (R) - 4. Henry J. Latham (R) - 5. Albert H. Bosch (R) - 6. Lester Holtzman (D) - 7. James J. Delaney (D) - 8. Louis B. Heller (D) bis zum 21. Juli 1954 - 9. Eugene James Keogh (D) - 10. Edna F. Kelly (D) - 11. Emanuel Celler (D) - 12. Francis E. Dorn (R) - 13. Abraham J. Multer (D) - 14. John J. Rooney (D) - 15. John H. Ray (R) - 16. Adam C. Powell Jr. (D) - 17. Frederic R. Coudert Jr. (R) - 18. James G. Donovan (D) - 19. Arthur George Klein (D) - 20. Franklin D. Roosevelt Jr. (D) - 21. Jacob K. Javits (R) bis zum 31. Dezember 1954 - 22. Sidney A. Fine (D) - 23. Isidore Dollinger (D) - 24. Charles A. Buckley (D) - 25. Paul A. Fino (R) - 26. Ralph A. Gamble (R) - 27. Ralph W. Gwinn (R) - 28. Katharine St. George (R) - 29. J. Ernest Wharton (R) - 30. Leo W. O’Brien (D) - 31. Dean P. Taylor (R) - 32. Bernard W. Kearney (R) - 33. Clarence E. Kilburn (R) - 34. William R. Williams (R) - 35. R. Walter Riehlman (R) - 36. John Taber (R) - 37. William Sterling Cole (R) - 38. Kenneth Keating (R) - 39. Harold C. Ostertag (R) - 40. William E. Miller (R) - 41. Edmund P. Radwan (R) - 42. John R. Pillion (R) - 43. Daniel A. Reed (R) North Carolina 12 Wahlbezirke - 1. Herbert Covington Bonner (D) - 2. Lawrence H. Fountain (D) - 3. Graham Arthur Barden (D) - 4. Harold D. Cooley (D) - 5. Richard Thurmond Chatham (D) - 6. Carl T. Durham (D) - 7. Frank Ertel Carlyle (D) - 8. Charles B. Deane (D) - 9. Hugh Quincy Alexander (D) - 10. Charles R. Jonas (R) - 11. Woodrow Wilson Jones (D) - 12. George A. Shuford (D) North Dakota 2 Abgeordnete die staatsweit gewählt wurden - Otto Krueger (R) - Usher L. Burdick (Nonpartisan Republican) Ohio 23 Wahlbezirke - 1. Gordon H. Scherer (R) - 2. William E. Hess (R) - 3. Paul F. Schenck (R) - 4. William Moore McCulloch (R) - 5. Cliff Clevenger (R) - 6. James G. Polk (D) - 7. Clarence J. Brown (R) - 8. Jackson Edward Betts (R) - 9. Frazier Reams (Unabhängiger) - 10. Thomas A. Jenkins (R) - 11. Oliver P. Bolton (R) - 12. John Martin Vorys (R) - 13. Alvin F. Weichel (R) - 14. William Hanes Ayres (R) - 15. Robert T. Secrest (D) bis zum 26. September 1954 - 16. Frank T. Bow (R) - 17. J. Harry McGregor (R) - 18. Wayne Hays (D) - 19. Michael J. Kirwan (D) - 20. Michael A. Feighan (D) - 21. Robert Crosser (D) - 22. Frances P. Bolton (R) - 23. George H. Bender (R) bis zum 15. Dezember 1954 Oklahoma 6 Wahlbezirke - 1. Page Belcher (R) - 2. Ed Edmondson (D) - 3. Carl Albert (D) - 4. Tom Steed (D) - 5. John Jarman (D) - 6. Victor Wickersham (D) Oregon 4 Wahlbezirke - 1. Walter Norblad (R) - 2. Sam Coon (R) - 3. Homer D. Angell (R) - 4. Harris Ellsworth (R) Pennsylvania 30 Wahlbezirke - 1. William A. Barrett (D) - 2. William T. Granahan (D) - 3. James A. Byrne (D) - 4. Earl Chudoff (D) - 5. William J. Green Jr. (D) - 6. Hugh Scott (R) - 7. Benjamin F. James (R) - 8. Karl C. King - 9. Paul B. Dague (R) - 10. Joseph L. Carrigg (R) - 11. Edward J. Bonin (R) - 12. Ivor D. Fenton (R) - 13. Samuel K. McConnell (R) - 14. George M. Rhodes (D) - 15. Francis E. Walter (D) - 16. Walter M. Mumma (R) - 17. Alvin Bush (R) - 18. Richard M. Simpson (R) - 19. S. Walter Stauffer (R) - 20. James E. Van Zandt (R) - 21. Augustine B. Kelley (D) - 22. John P. Saylor (R) - 23. Leon H. Gavin (R) - 24. Carroll D. Kearns (R) - 25. Louis E. Graham (R) - 26. Thomas E. Morgan (D) - 27. James G. Fulton (R) - 28. Herman P. Eberharter (D) - 29. Robert J. Corbett (R) - 30. Vera Buchanan (D) Rhode Island 2 Wahlbezirke - 1. Aime Forand (D) - 2. John E. Fogarty (D) South Carolina 6 Wahlbezirke. - 1. Lucius Mendel Rivers (D) - 2. John Jacob Riley (D) - 3. William Dorn (D) - 4. Joseph R. Bryson (D) bis zum 10. März 1953 - Robert Thomas Ashmore (D) ab dem 2. Juni 1953 - 5. James Prioleau Richards (D) - 6. John Lanneau McMillan (D) South Dakota 2 Wahlbezirke - 1. Harold Lovre (R) - 2. Ellis Yarnal Berry (R) Tennessee 9 Wahlbezirke - 1. Brazilla Carroll Reece (R) - 2. Howard Baker Sr. (R) - 3. James B. Frazier Jr. (D) - 4. Joe L. Evins (D) - 5. Percy Priest (D) - 6. James Patrick Sutton (D) - 7. Tom J. Murray (D) - 8. Jere Cooper (D) - 9. Clifford Davis (D) Texas 21 Wahlbezirke. Außerdem wurde ein Abgeordneter staatsweit gewählt - 1. Wright Patman (D) - 2. Jack Bascom Brooks (D) - 3. Brady P. Gentry (D) - 4. Sam Rayburn (D) - 5. Joseph Franklin Wilson (D) - 6. Olin E. Teague (D) - 7. John Dowdy (D) - 8. Albert Thomas (D) - 9. Clark W. Thompson (D) - 10. Homer Thornberry (D) - 11. William R. Poage (D) - 12. Wingate H. Lucas (D) - 13. Frank N. Ikard (D) - 14. John E. Lyle (D) - 15. Lloyd Bentsen (D) - 16. Kenneth M. Regan (D) - 17. Omar Truman Burleson (D) - 18. Walter E. Rogers (D) - 19. George H. Mahon (D) - 20. Paul Joseph Kilday (D) - 21. O. C. Fisher (D) - 22. Martin Dies Jr. (D) staatsweit gewählt Utah 2 Wahlbezirke - 1. Douglas R. Stringfellow (R) - 2. William A. Dawson (R) Vermont 1 Wahlbezirk (staatsweit) - 1. Winston L. Prouty (R) Virginia 10 Wahlbezirke - 1. Edward John Robeson Jr. (D) - 2. Porter Hardy Jr. (D) - 3. J. Vaughan Gary (D) - 4. Watkins Moorman Abbitt (D) - 5. Thomas Bahnson Stanley (D) bis zum 3. Februar 1953 - William M. Tuck (D) ab dem 14. April 1953 - 6. Richard Harding Poff (R) - 7. Burr Harrison (D) - 8. Howard W. Smith (D) - 9. William C. Wampler (R) - 10. Joel Broyhill (R) Washington 6 Wahlbezirke. Außerdem wurde ein Abgeordneter staatsweit gewählt - 1. Thomas Pelly (R) - 2. Alfred Westland (R) - 3. Russell V. Mack (R) - 4. Hal Holmes (R) - 5. Walt Horan (R) - 6. Thor Tollefson (R) - 7. Donald H. Magnuson (D) staatsweit gewählt West Virginia 6 Wahlbezirke - 1. Bob Mollohan (D) - 2. Harley Orrin Staggers (D) - 3. Cleveland M. Bailey (D) - 4. Will E. Neal (R) - 5. Elizabeth Kee (D) - 6. Robert Byrd (D) Wisconsin 10 Wahlbezirke - 1. Lawrence H. Smith (R) - 2. Glenn Robert Davis (R) - 3. Gardner R. Withrow (R) - 4. Clement J. Zablocki (D) - 5. Charles J. Kersten (R) - 6. William Van Pelt (R) - 7. Melvin R. Laird (R) - 8. John W. Byrnes (R) - 9. Merlin Hull (R) bis zum 17. Mai 1953 - Lester Johnson (D) ab dem 13. Oktober 1953 - 10. Alvin O’Konski (R) Wyoming Staatsweite Wahlen - William Harrison (R) |

Nicht stimmberechtigte Mitglieder im Repräsentantenhaus:
- Alaska-Territorium:
  - Bob Bartlett (D)
- Hawaii-Territorium:
  - Joseph Rider Farrington (R) bis zum 19. Juni 1954
    - Elizabeth P. Farrington (R) ab dem 31. Juli 1954
- Puerto Rico:
  - Antonio Fernós Isern